# Cine are dreptate?
Cine are dreptate? este un film românesc din 1990 regizat de Alexandru Tatos. Rolurile principale sunt interpretate de actorii Andrei Ralea, Oana Pellea, Andrei Finți și Zoltán Vadász. Este un film-anchetă gândit ca un refuz hotărât și lucid al oricărui compromis în diagnosticarea realităților românești din anii 1980.

## Rezumat
După ce are loc o avarie la un mare combinat de lângă Dunăre, este nevoie de realizarea unei anchete. În acest scop este trimis inspectorul Alexandru Nedelcu care trebuie să se descurce prin păienjenișul de minciuni, invidii și resentimente. Nedelcu își dă seama că cei incriminați, inginerul Radu Zimniceanu, fostul său coleg de studii, și inginera Lidia Dumitru nu sunt adevărații vinovați. 

## Distribuție
- Andrei Ralea — ing. Alexandru Nedelcu, inspectorul trimis de minister în anchetă la combinat
- Oana Pellea — ing. Lidia Dumitru, șefă de secție, fosta iubită a ing. Zimniceanu
- Andrei Finți — ing. Radu Zimniceanu, fostul inginer șef al Sectorului 3 al combinatului, retrogradat în urma avariei, fost coleg de facultate al lui Nedelcu
- Zoltán Vadász — nea Lambru, maistru electrician pensionar, unchiul lui Lică și Magda Tuțea, gazda ing. Zimniceanu (menționat Zoltan Vadasz)
- Maria Munteanu-Belcin — Mimi Lăzăreanu, soția ing. Lăzăreanu, secretara directorului Băcescu (menționată Maria Munteanu)
- Ovidiu Ghiniță — ing. Chihaia, fost coleg de facultate al lui Nedelcu
- Valeriu Preda — Chiroiu, secretarul org. de bază PCR din cadrul combinatului
- Emilian Belcin — ing. Dumitru Moroianu, succesorul lui Radu Zimniceanu ca inginer șef al Sectorului 3
- Cătălina Mustață — Magda Tuțea, funcționară la Poștă, o tânără îndrăgostită de ing. Zimniceanu
- Liviu Pancu — Lică Tuțea, operator chimist în cadrul combinatului, fratele Magdei
- Cerasela Iosifescu — Dobrița Ghenea, operatoare chimistă în cadrul combinatului
- Marin Alexandrescu — ing. Alexandru Lăzăreanu, directorul tehnic al combinatului
- Smaragda Olteanu — Cernăucan, șefa Biroului Personal din cadrul combinatului
- Constantin Rășchitor — Milentie, prim-secretarul Comitetului Județean al PCR
- Mircea Buga — Vasile Băcescu, directorul general al combinatului
- Bujoc Măcrin — Chihodaru, membru al Comitetului Județean al PCR
- Ilie Gheorghe — directorul general în cadrul ministerului
- Anghel Popescu — Iftode, maistru în cadrul Sectorului 3 al combinatului
- Dan Aștilean — Grovnicu, funcționar în cadrul combinatului
- Vasile Pieca — Gheorghe Suru, electrician la Sectorul 3 al combinatului
- Alexandru Lazăr
- Dumitru Ciortan
- Ion Popa
- Constantin Pitulac
- Horia Tamaș
- Constantin Pricop
- Adriana Stănciulescu
- Gabriel Pășescu
- Irina Constantinescu
- Marius Pantalache
- Ion Mierloiu
- Eugen Drug
- Marin Albuș
- Carmen Soare
- Dan Mironovici
- Florența Tudor
- Elisabeta Mironovici
- Petre Ștefan
- Vasile Cosma
- Mihai Lupu (menționat Lupu Mihai)
- Delioara Paraschiv (menționată Paraschiv Delioara)
- Ioniță Dumitru
- Anișoara Stoica (menționată Stoica Anișoara)
- Iulian Constantinescu
- Constantin Dinu Rădulescu (menționat Rădulescu Constantin Dinu)
- Marian Ionete
- Dumitru Dumitru
- Daniela Nicolescu
- Ileana Tăujan
- Mihai Lazăr
- Mihai Gheorghe
- Ion Mihai (menționat Mihai Ion)
- Elena Constantinescu
- Alexandra Lazăr
- Zoe Muscan
- Gabriela Ștefănescu
- Dumitru Bordeanu
- Valentin Popescu — ing. Niculae Matei, șef de secție (nemenționat)

## Producție
Conform jurnalului regizorului, sâmbătă 4 februarie 1989, a primit de la Radu Stegăroiu (directorul Casei de Filme 4) un scenariu al lui Paul Everac numit Ancheta. După ce l-a citit i s-a părut foarte bun, „neașteptat pentru zilele în care trăim. Tocmai de aceea mi-era foarte teamă că n-o să se facă”. 

## Avanpremieră
Vineri, 1 iunie 1990, la ora 10.00, la Direcția Difuzării Filmelor (strada Iulius Fucik) a avut loc avanpremiera filmului în cadrul căreia echipa de producție a filmului s-a întâlnit cu membri ai presei (de specialitate). Participanții au evocat dăruirea exemplară a regizorului cu care se abandona muncii (regizorul a decedat în ianuarie 1990). Printre cei prezenți s-au aflat Radu Stegăroiu, Paul Everac, Vivi Drăgan, Cristina Corciovescu și Liana Tatos.

## Primire
Filmul a fost vizionat de 53.879 de spectatori în cinematografele din România, după cum atestă o situație a numărului de spectatori înregistrat de filmele românești de la data premierei și până la data de 31 decembrie 2014 alcătuită de Centrul Național al Cinematografiei.